# Néris
Pour l’article homonyme, voir Néris-les-Bains.
La Néris ou Vilia (en lituanien Neris ou Vilija, polonais Wilia, en biélorusse Вілія - Viliya) est une rivière qui coule en Biélorussie et Lituanie et se jette en rive droite dans le Niémen à Kaunas. Elle arrose Vilnius, la capitale lituanienne. 

## Description
La rivière Neris prend sa source dans le nord de la Biélorussie. Elle coule vers l'ouest en passant par Vilnius, la capitale de la Lituanie et, au centre-sud de ce pays, elle se jette dans le Niémen, à Kaunas, dont elle est le principal affluent. 
Sa longueur est de 510 km.
Après avoir traversé la Biélorussie sur 276 km, la Neris traverse la Lituanie sur 235 km supplémentaires.
La Neris relie successivement les villes lituaniennes Kernavė et Vilnius. 
Le long de ses rives se trouvent les lieux de sépulture des Lituaniens païens. 
À 25 km de Vilnius se trouvent l'ancien fort de Karmazinai (en) et le tumulus de Karmazinai (lt).

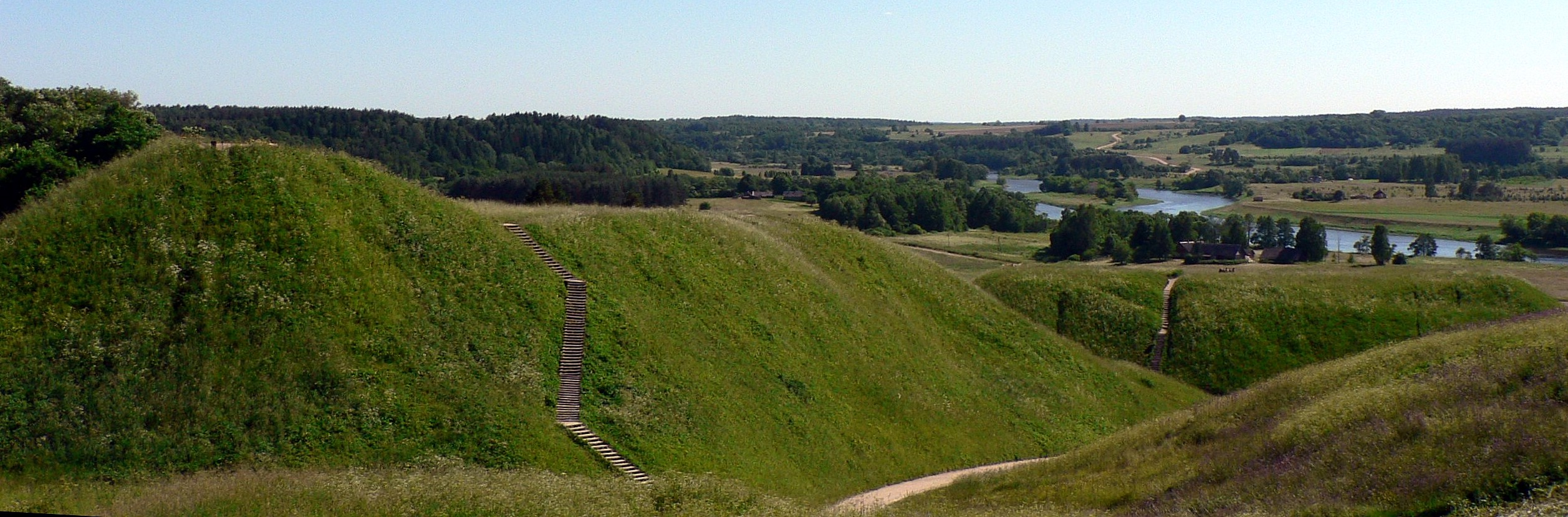
La Neris dans la vallée de Pajauta à Kernavė.

### Affluents
Les principaux  affluents de la Néris sont:
- Verkė
- Vilnia
- Vokė
- Bražuolė
- Dūkšta
- Musė
- Laukysta
- Lomena
- Šventoji
- Lokys
- Šešuva
- Saidė

## Galerie

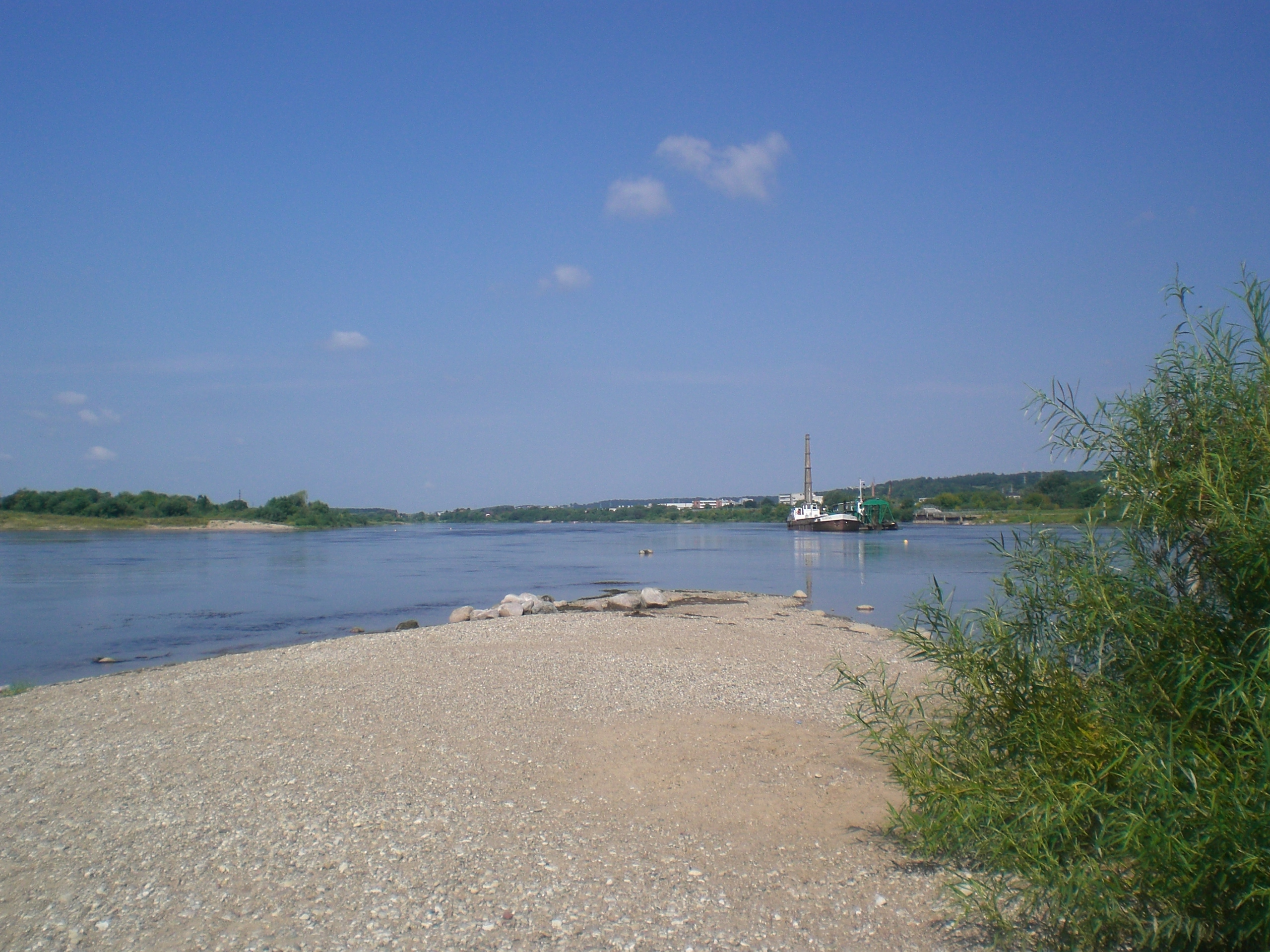
Confluent entre Neris et Niémen à Kaunas.
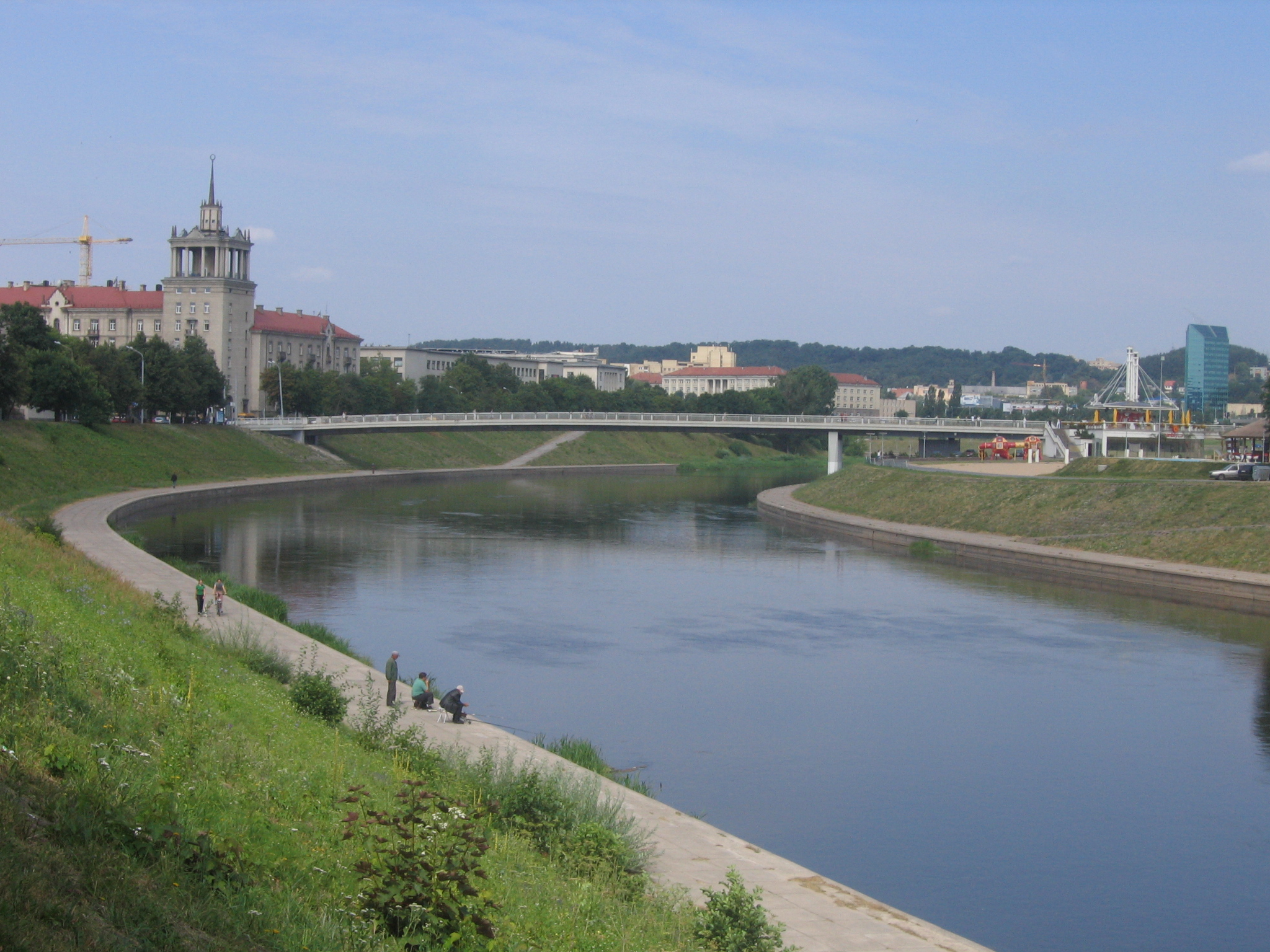
La Néris à Vilnius.
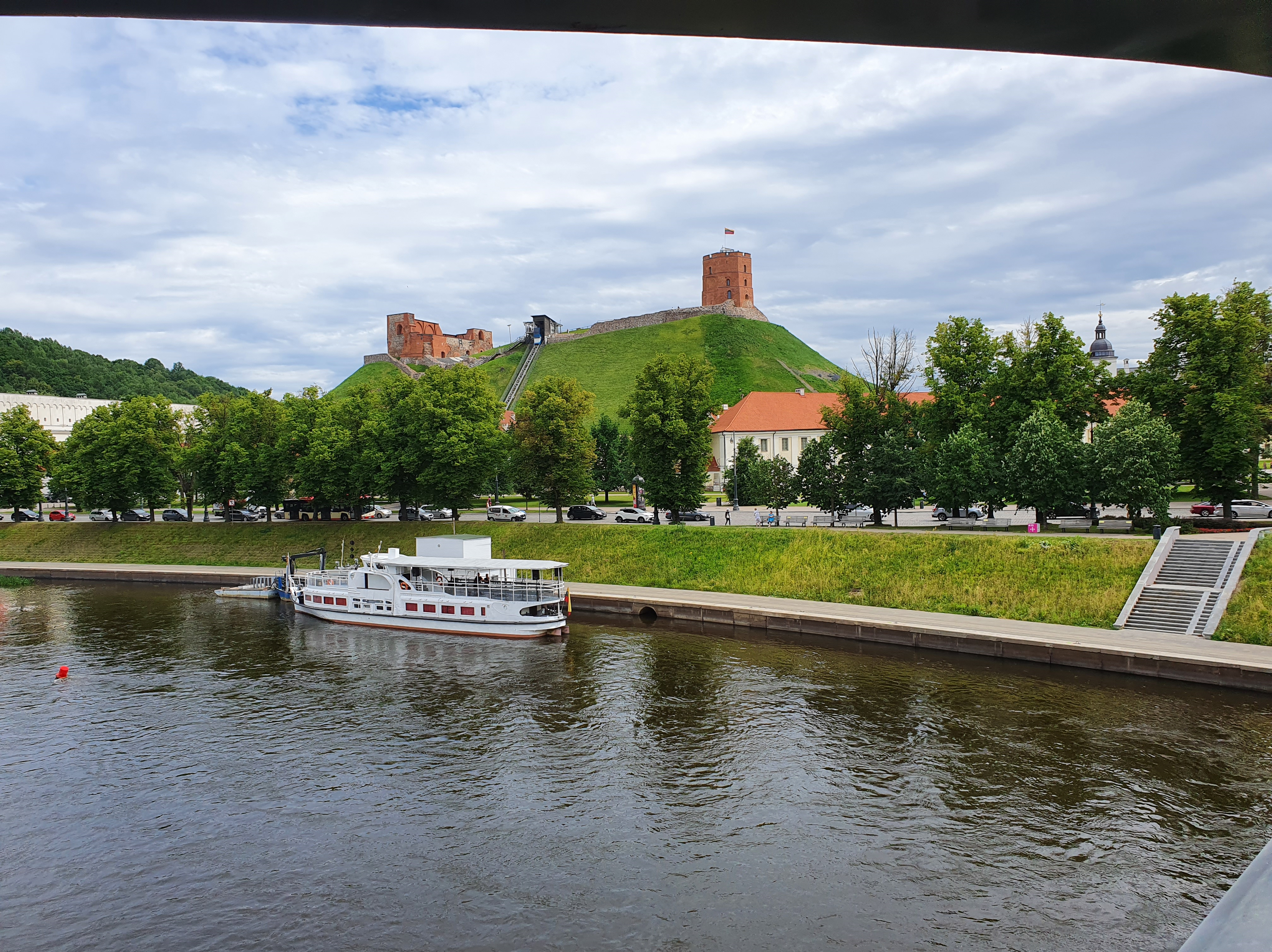
La Néris à Vilnius.
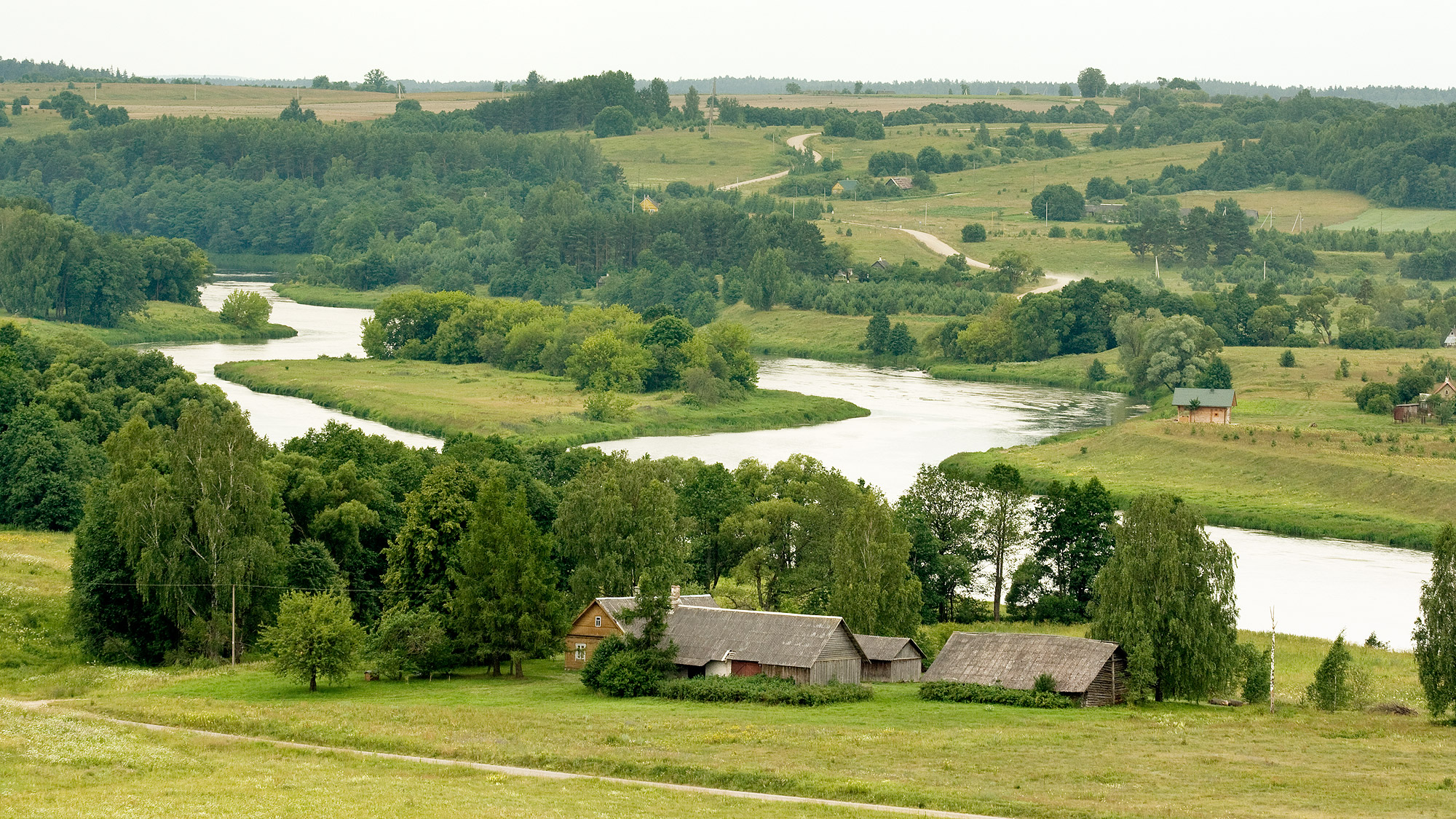
La Néris à Kernave.